# 釋崇岳
釋崇岳（1132年—1202年），字松源，處州龍泉（今中國浙江省麗水市龍泉市）人，俗姓吳，為南宋臨安府靈隱寺沙門，禪宗六祖惠能大鑑禪師下第十九世孫，禪門高僧。

## 生平
崇岳法師於宋孝宗隆興二年（1164年），出家後於杭州西湖白蓮精舍參方最久，後參謁密菴咸傑和尚，聽到室中問：「僧不是心、不是佛、不是物話。」忽而大悟，證得心印。因密菴返回靈隱寺，命崇岳居首座。
幾年後外出住持平江澄照寺，次居江陰光孝寺，再又受推薦住持福明的香山寺。宋寧宗慶元三年（1197年），奉詔住持靈隱寺，三年後以年老退居東庵。
嘉泰二年（1202年）八月四日，寫書告別公卿，臨終垂示大眾：「有大力量人，因甚擡脚不起。」又曰：「開口不在舌頭上。」囑咐弟子以闡揚佛法利益眾生為要務。乃書偈曰：「來無所來，去無所去，瞥轉玄關，佛祖罔措。」便跏趺端坐圓寂而逝，世壽七十一歲，僧臘四十。崇岳禪師圓寂後，建塔供全身於北高峯。

## 著作
- 《松源岳禪師語》（《續古尊宿語要》卷 4，《卍續藏[3]》X68）
- 《松源崇嶽禪師語錄》二卷[4]（《卍續藏》X70）

## 法嗣

### 師長
- 密菴咸傑

### 弟子
- 金山善聞
- 瑞巖光睦
- 諾菴肇
- 北海悟心
- 龍翔希璉
- 慈谷源道
- 運庵普巖
- 滅翁文禮
- 雪竇仲謙
- 掩庵善開
- 無得覺通
- 無明慧性
- 雲巢道巖
- 蒺藜正曇
- 無相範

## 外部連結
- 松源崇岳禅师在天童咸杰禅师门下豁然大悟